# Église Saint-Pierre-ès-Liens de Vertault
L'église Saint-Pierre-ès-Liens de Vertault est une église romane  considérablement  remaniée au XVIe siècle puis au XVIIIe siècle à partir de vestiges du XIIe siècle. Elle se situe à Vertault, en Côte-d'Or (Bourgogne-Franche-Comté).
Elle est placée sous le vocable Saint-Pierre-ès-Liens.

## Histoire
L'église de Vertault a été érigée au XVIe siècle sur une base antérieure datée du XIIe siècle dont on relève encore des vestiges dans les murs gouttereaux. Reconstruite à la fin du XVIIIe siècle puis abandonnée et interdite pendant de nombreuses années, elle est restaurée dans les années 1980. À cette fin la fondation pour la sauvegarde de l'art français a accordé, en 1979, une subvention de 40 000 Francs.

## Architecture
L'église, construite en fines pierres de taille avec un toit à longs pans, est en forme de croix latine avec abside polygonale. Le transept est une addition du milieu du XVIe siècle. La nef unique de quatre croisées avec voûte en berceau dont une grande partie des murs gouttereaux remontent au XIIe siècle a été reconstruite de 1782 à 1783 sous la direction d'un architecte parisien. Ses fenêtres en verre blanc assurent une grande luminosité à l'édifice. Le clocher octogonal, situé à la croisée du transept, est recouvert d'ardoises et une croix avec un coq se dressent à son sommet. À l'extérieur, le monument aux morts de Vertault est adossé au mur du chœur.

## Mobilier
À l'intérieur, dans le transept droit la chapelle de la Vierge renferme une belle Vierge à l'Enfant du XIVe siècle. La restauration récente a fait apparaître des peintures murales représentant Sainte Brigide, Saint Éloi, Saint Roch, Saint Sébastien, Saint Étienne. En face de la Vierge, on peut admirer une Pietà du XVIe siècle, ainsi qu'une piscine.
Dans le transept gauche se trouvent plusieurs statues du XVIe siècle. Confiées à la protection du musée de Châtillon-sur-Seine avant la restauration, elles ont été depuis restituées à l'église. On note Saint Antoine et son cochon, Saint Pierre et sa clé, Saint Paul et son glaive, Sainte Catherine d'Alexandrie et sa roue.
Près de la porte de l'église on remarque un lutrin en calcaire taillé peint, un bénitier en pierre et les fonts baptismaux dont le pied est en cuivre, la cuve en calcaire, le couvercle en bois et la croix en fer forgé. Sous le clocher se trouve une clé de voûte. L'harmonium est en bon état.